# سیران پطروسیان
سِیران آلکسانی پطروسیان (ارمنی: Սեյրան Ալեքսանի Պետրոսյան؛  زادهٔ ۱۱ مارس ۱۹۴۹) سیاستمدار اهل ارمنستان است.

## زندگی‌نامه
وی در ۱۱ مارس ۱۹۴۹ در قوکاسیان به دنیا آمد و از انستیتو دام‌پروری و دام‌پزشکی ایروان فارغ‌التحصیل گشت. همچنین برندهٔ جوایزی همچون نشان آنانیا شیراکاتسی (۲۰۱۱) شده است.

## یادداشت
1. ↑  Հայաստանի Հանրապետության տնտեսական մրցակցության պաշտպանության պետական հանձնաժողովի անդամ
2. ↑  ՀՀ Շիրակի մարզպետի տեղակալ